# Allison Mleczko
Allison Jaime „A. J.“ Mleczko, verh. Mleczko-Griswold, (* 14. Juni 1975 auf Nantucket, Massachusetts) ist eine ehemalige US-amerikanische Eishockeyspielerin. Mleczko war von 1995 bis 2002 Mitglied der Frauen-Eishockeynationalmannschaft der Vereinigten Staaten und wurde mit dieser bei den Olympischen Winterspielen 1998 in Nagano Olympiasiegerin.

## Karriere
Mleczko verbrachte ihre Highschool-Zeit bis 1993 an der The Taft School in Watertown. Neben Eishockey spielte sie dort auch Feldhockey und Lacrosse. Sie gewann mit dem Eishockeyteam drei aufeinanderfolgende Meisterschaften in der Region Neuengland sowie zwei Meisterschaften mit der Lacrossemannschaft. Zum Schuljahr 1993/94 zog es die Stürmerin an die Harvard University, für deren im Aufbau befindendes Fraueneishockeyprogramm sie die folgenden drei Jahre – neben ihrem Studium in Geschichte – in der ECAC Hockey aufs Eis ging.
Im September 1996 – und somit zum Beginn ihres vierten und letzten Studienjahres – verließ Mleczko die Harvard University und ließ sich vom US-amerikanischen Eishockeyverband USA Hockey verpflichten, für deren Frauen-Eishockeynationalmannschaft sie im Vorjahr auf internationaler Ebene debütiert hatte. Mit dem Nationalteam begann die Vorbereitung auf die Olympischen Winterspiele 1998 im japanischen Nagano. Zunächst bestritt Mleczko aber die Weltmeisterschaft 1997, bei der sie die Silbermedaille gewann. Beim erstmals ausgetragenen Fraueneishockeyturnier im Rahmen der Winterspiele 1998 gewann Mleczko mit der Mannschaft die Goldmedaille.
Nach diesen Erfolgen kehrte die Offensivspielerin an die Harvard University zurück, wo sie im Sommer 1999 ihr Studium beendete. Zusätzlich führte sie die Eishockeymannschaft als Mannschaftskapitänin zunächst zum erstmaligen Gewinn der ECAC und im Anschluss zum nationalen Landestitelgewinn im Collegebereich, der zu diesem Zeitpunkt noch nicht durch die National Collegiate Athletic Association, sondern die American Women’s College Hockey Alliance, sanktioniert war. Mleczko sammelte in ihrem letzten Collegejahr an der Seite von Jennifer Botterill, Angela Ruggiero und Tammy Shewchuk insgesamt 114 Scorerpunkte, darunter 37 Tore, in gerade einmal 34 Einsätzen, was ihr den Gewinn des Patty Kazmaier Memorial Awards als bester Collegespielerin des Landes bescherte.
Mleczko kehrte nach der Beendigung des Studiums zu USA Hockey zurück und absolvierte in der Folge die Weltmeisterschaften 2000 und 2001, bei denen sie jeweils die Silbermedaille gewann. Daraufhin absolvierte sie – inzwischen zur Verteidigerin umgeschult – mit dem US-Team die Olympischen Winterspiele 2002 im heimischen Salt Lake City, wo es erneut nur zum Gewinn der Silbermedaille reichte. Im Anschluss daran beendete sie ihre aktive Karriere.

## Erfolge und Auszeichnungen
| - 1994 ECAC Rookie of the Year - 1994 Ivy League Rookie of the Year - 1999 ECAC-Meisterschaft mit der Harvard University | - 1999 Ivy-League-Meisterschaft mit der Harvard University - 1999 Gewinn der nationalen College-Landesmeisterschaft mit der Harvard University - 1999 Patty Kazmaier Memorial Award |

### International
| - 1997 Silbermedaille bei der Weltmeisterschaft - 1998 Goldmedaille bei den Olympischen Winterspielen - 2000 Silbermedaille bei der Weltmeisterschaft - 2000 Beste Plus/Minus-Statistik der Weltmeisterschaft (gemeinsam mit Angela Ruggiero) | - 2001 Silbermedaille bei der Weltmeisterschaft - 2001 Beste Plus/Minus-Statistik der Weltmeisterschaft - 2002 Silbermedaille bei den Olympischen Winterspielen |

## Karrierestatistik

### International
Vertrat die USA bei:
| - Weltmeisterschaft 1997 - Olympischen Winterspielen 1998 - Weltmeisterschaft 2000 | - Weltmeisterschaft 2001 - Olympischen Winterspielen 2002 |

(Legende zur Spielerstatistik: Sp oder GP = absolvierte Spiele; T oder G = erzielte Tore; V oder A = erzielte Assists; Pkt oder Pts = erzielte Scorerpunkte; SM oder PIM = erhaltene Strafminuten; +/− = Plus/Minus-Bilanz; PP = erzielte Überzahltore; SH = erzielte Unterzahltore; GW = erzielte Siegtore; 1 Play-downs/Relegation; Kursiv: Statistik nicht vollständig)